# Mikhaïlo Omelianovitch-Pavlenko
Pour les articles homonymes, voir Pavlenko.
Mikhaïlo Omelianovitch-Pavlenko (ukrainien : Михайло Омелянович Павленко ; Tiflis, 8 décembre 1878 - Paris 20e, 29 mai 1952) est le commandant suprême de l'armée galicienne ukrainienne, de l'armée populaire de la République populaire ukrainienne et de l'Armée de libération ukrainienne, une milice ukrainienne au service du régime nazi pendant la Seconde Guerre mondiale. Plus tard, il fut ministre de la Défense du gouvernement en exil de la République populaire ukrainienne.

## Jeunesse
Mikhaïlo Omelianovitch-Pavlenko est né à Tiflis (Géorgie actuelle). Son père, Volodymyr, était officier dans l'armée impériale russe. Sa mère était originaire d'une famille aristocratique géorgienne. En août 1897, après avoir obtenu son diplôme du corps de cadets sibériens à Omsk, Omelianovitch-Pavlenko fréquente l'académie militaire Pavel de Saint-Pétersbourg et obtient son diplôme en 1900, par la suite s'engage dans l'infanterie de l'armée et est détaché au Régiment de la garde Volynski à Varsovie. Il a un jeune frère Ivan avec qui sa relation se détériora plus tard.

## Carrière militaire
Pavlenko participe à la guerre russo-japonaise en tant que commandant de compagnie. Plus tard, en 1910, il est diplômé de l'École d'état-major général.

### Première Guerre mondiale
Pendant la Première Guerre mondiale, Pavlenko sert comme commandant de nombreuses unités — y compris une brigade ukrainienne à Ekaterinoslav.
Au printemps 1917, Pavlenko devient un partisan actif de l'indépendance ukrainienne et lance la création du bataillon d'Odessa. Il lance également des académies militaires ukrainiennes à Jytomyr et Kamyanets-Podilsky.
Le 10 décembre 1918, Pavlenko prend le commandement de l'armée ukrainienne Halitska, qu'il dirige jusqu'en juin 1919.
Après l'union de l'armée ukrainienne de Galicie et de l'armée de la République populaire ukrainienne, Pavlenko prend le commandement de la force. Il sert comme attaché spécial auprès de Symon Petlioura. Omelianovych-Pavlenko commande l'armée populaire de la République populaire ukrainienne pendant la première campagne d'hiver (1920).

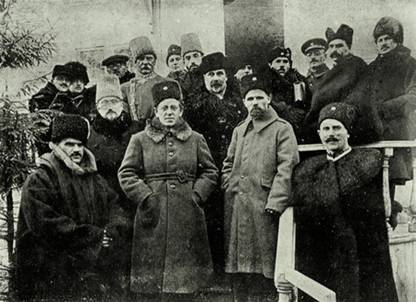
Gouvernement et commandement de l'armée de la RPU à Yaltouchkov, le 7 novembre 1920. De gauche à droite, 1er rang : Ivan Omelianovytch-Pavlenko, Symon Petlioura, Mikhaïlo Omelianovitch-Pavlenko, Gavrilo Bazilskyi, 2e : Andry Livytsky et Oleksandr Salikovskyi ; 3e : Yevhen Arkhipenko, ?, Oleksandr Oudovitchenko, Oleksii Galkin, Oleksandr Zagrodskyi, Pinkhas Krasnyi, Marko Bezroutchko, Andrii Doloud, Petro Lipko, Andriï Houly-Houlenko, Serhiï Timochenko.

### Entre-deux-guerres
Pavlenko déménage à Prague, où il dirige l'Alliance des organisations d'anciens combattants ukrainiens.

### Seconde Guerre mondiale
Pendant la Seconde Guerre mondiale, après le début de l'opération Barbarossa, Pavlenko dirige une milice nationaliste ukrainienne, l'Armée de libération ukrainienne, qui s'est alliée aux puissances de l'Axe et a pris part à l'holocauste. À son apogée, elle comptait 80 000 membres.

### Post-Seconde Guerre mondiale
Après la Seconde Guerre mondiale, Pavlenko s'installe en France et devient ministre de la Défense du gouvernement en exil de la République nationale ukrainienne de 1945 à 1948. Pavlenko est promu au grade de lieutenant général.

## Héritage
En raison des « politiques de décommunisation », une rue de Kiev (la capitale de l'Ukraine) qui porte le nom du général impérial russe Alexandre Souvorov a été renommée en l'honneur d'Omelianovych-Pavlenko en 2016.

## Ouvrages
Pavlenko est l'auteur de quatre livres : La guerre ukrainienne-polonaise de 1918-1919, (publié en 1929), La Campagne d'hiver, (publié en 1934) et deux livres de mémoires (publiés en 1930 et 1935).